# Казанцевське
Каза́нцевське (рос. Казанцевское) — присілок у складі Петуховського округу Курганської області, Росія.
Населення — 96 осіб (2010, 119 у 2002).
Національний склад станом на 2002 рік:
- росіяни — 96 %